# Alpha Crucis (navire océanographique)
Pour l'étoile de la constellation de la Croix du Sud, voir Alpha Crucis.
L'Alpha Crucis est le navire océanographique du Brésil acquis en 2010 pour remplacer l'ancien navire de recherche Wladimir Besnard (en) (1967 à 2008). Il tire son nom du système d'étoiles Alpha Crucis qui représente l'État de São Paulo sur le drapeau brésilien. 

## Histoire
Le navire a été construit en 1974 et s'appelait à l'origine Moana Wave. Il appartenait à l’Université d’Hawaï.
En 2010, la São Paulo Research Foundation (en) a financé l'acquisition de l'Alpha Crucis après l'incendie de 2008 qui a rendu le RV Wladimir Besnard inutilisable. Il est maintenant administré par l'Université de São Paulo.
Le navire est utilisé pour plusieurs projets de recherche au Brésil, dans des domaines tels que le réchauffement climatique mondial et la biodiversité marine. 

### Note et référence
- (en) Cet article est partiellement ou en totalité issu de l’article de Wikipédia en anglais intitulé « Alpha Crucis (research vessel) » (voir la liste des auteurs).